# خوزه ماریا ویدال
خوزه ماریا ویدال (انگلیسی: José María Vidal; ۶ مهٔ ۱۹۳۵ – ۱ اوت ۱۹۸۶) بازیکن فوتبال اهل اسپانیا بود.
از باشگاه‌هایی که در آن بازی کرده‌است می‌توان به باشگاه فوتبال مالاگا، باشگاه فوتبال رئال مورسیا، باشگاه فوتبال رئال ساراگوسا، باشگاه فوتبال رئال مادرید، باشگاه فوتبال رئال وایادولید، باشگاه فوتبال اسپارتا روتردام، باشگاه فوتبال لوانته، باشگاه فوتبال رئال مادرید کاستیا، و باشگاه فوتبال گرانادا اشاره کرد.
وی همچنین در تیم ملی فوتبال اسپانیا بازی کرده‌است.